# Anales castellanos segundos
Los Anales castellanos segundos (Annales Castellani Recientores) son una crónica latina de mediados o finales del siglo XII, que compila una serie de anales que cubren la historia desde el nacimiento de Cristo hasta la muerte de la reina Urraca en 1126 (según la edición de Enrique Flórez) o hasta 1110 (según la edición de Manuel Gómez-Moreno).
Se conserva en un manuscrito del siglo XIII, conservado actualmente en la Leiden Universiteitsbibliotheek de la Universidad de Leiden, que procede de la Universidad de Alcalá de Henares, donde estuvo hasta el siglo XVI. Por esa razón también es denominado Annales Complutenses.

## Ediciones
- En Enrique Flórez, ed. España Sagrada, XXIII (Madrid: 1767), 310–14.
- En Ambrosio Huici y Miranda, ed. y trad. Las crónicas latinas de la Reconquista, I (Valencia: 1913).
- En Manuel Gómez-Moreno, Anales castellanos segundos (Madrid: 1917), 25–28.